# Сметов, Елдос Бахтыбаевич
Елдо́с Бахтыба́евич Сме́тов (каз. Елдос Бақтыбайұлы Сметов; род. 9 сентября 1992, Джамбул) — казахстанский дзюдоист, чемпион Олимпийских игр в Париже 2024, серебряный призёр Олимпийских игр в Рио-де-Жанейро 2016, бронзовый призёр Олимпийских игр 2020 в Токио, чемпион мира 2015 года, бронзовый призёр чемпионата мира 2022 года, чемпион мира среди молодёжи 2010 года, чемпион Азии 2016 года, победитель Азиатских игр 2014 года. По состоянию на июль 2021 года занимал 5-е место в мировом рейтинге в весовой категории до 60 кг. «Заслуженный мастер спорта Республики Казахстан» по дзюдо. Женат.

## Биография
Родился в селе Каменка (ныне Жалпаксаз) в Луговском районе Жамбылской области. Происходит из подрода Бесторсық рода ботпай племени дулат. Закончил Казахский национальный университет имени аль-Фараби, факультет биологии и биотехнологии.
Отец Бактыбай Сметов — бизнесмен, мать Токтагуль Сметова — домохозяйка. Старший брат Жандос также профессионально занимается дзюдо.
С 2011 года служит в Общественном объединении физкультурно-спортивного общества «Динамо». Лейтенант полиции.

## Спортивная карьера
В секцию дзюдо впервые попал в возрасте 5 лет, последовав примеру старшего брата. Пробовал заниматься боксом, кикбоксингом, вольной борьбой, самбо, но остановился на дзюдо. Со временем дзюдо из увлечения переросло в профессиональный спорт. Первый тренер Елдоса — Ахмет Жумагулов, в составе национальной сборной Казахстана тренируется под началом Айдына Смагулова.
Во время выступлений за молодежную сборную Казахстана по дзюдо Сметов стал первым в истории Казахстана Чемпионом Мира по дзюдо среди молодежи. В 2010 году на молодежном Чемпионате Мира в Марокко он завоевал золотую медаль в весовой категории 60 кг. Спустя год на Чемпионате Мира среди молодежи в ЮАР он взял бронзовую медаль.
Начиная с 2012 года, выступает за взрослую сборную. В 2013 году за первое полугодие завоевал бронзу на чемпионате Азии в Бангкоке, серебро на этапе Гран При в Самсуне и этапе Кубка Европы в Тбилиси и золото на открытом Кубке Европы по дзюдо в Варшаве.
Первым в истории Казахстана Чемпионом мира по дзюдо стал в Астане в 2015 году, победив в финале соревнований другого казахстанского борца Рустама Ибраева.
В апреле 2016 года на Чемпионате Азии по дзюдо в Ташкенте (Узбекистан) стал Чемпионом Азии в весовой категории до 60 кг, победив в финальной схватке спортсмена из Узбекистана Диёрбека Урозбоева.
На летних Олимпийских играх 2016 года в Рио-де-Жанейро завоевал серебряную медаль. Провёл 5 победных схваток и лишь в финале уступил Беслану Мудранову из России по оценке вазари в дополнительное время. И получил за олимпийскую медаль государственный орден «Парасат».
17 марта 2018 года стал победителем турнира «Grand Slam» в Екатеринбурге, (Россия).
В апреле 2019 года стал победителем турнира «Гран-при» в Анталье, (Турция). В июле победил в турнире Гран-при в Будапеште, (Венгрия).
На предолимпийском чемпионате мира 2019 года, который проходил в Токио завоевал бронзовую медаль, переиграв в поединке за бронзу своего соотечественника Гусмана Кыргызбаева.
В первый игровой день на летних Олимпийских играх в Токио, в весовой категории до 60 кг, Елдос завоевал бронзовую медаль, победив в поединке за третье место нидерландца Торнике Цякадоеа. И получил за это олимпийскую медаль государственный орден «Барыс» 3 степени.
После Олимпийских игр в Токио перешел в весовую категорию до 66 кг. Спустя некоторое время вернулся в категорию до 60 кг. В весе до 60 кг на Чемпионате мира по дзюдо в Ташкенте стал бронзовым призёром.
На летних Олимпийских играх 2024 года в Париже Елдос завоевал золотую медаль, одолев в финальной схватке французского спортсмена Луку Мхеидзе. Тем самым Елдос стал первым Олимпийским Чемпионом в Казахстане и Центральной Азии, а также обладателем Олимпийских наград всех степеней достоинства.